# 义马站
义马站是一个陇海线上的铁路车站，位于中华人民共和国河南省三门峡市义马市内，建于1915年，目前为二等站，目前客运：办理旅客乘降；行李、包裹托运；货运：办理整车、零担货物发到；办理整车货物承运前保管；不办理罐装危险货物到达。

## 車站周邊
- 中国邮政义马市邮政局常村邮政所
- 农村信用合作社常村分社
- 义马市第三初级中学

## 外部連結
- 中国铁路客户服务中心（页面存档备份，存于）